# Associazione Calcio Belluno 1945-1946
Questa voce raccoglie le informazioni riguardanti l'Associazione Calcio Belluno nelle competizioni ufficiali della stagione 1945-1946.

## Rosa
| N. |                   | Ruolo | Calciatore       |
| -- | ----------------- | ----- | ---------------- |
|    | Italia (bandiera) | ?     | Guido Levis      |
|    | Italia (bandiera) | D     | Rodolfo Picucci  |
|    | Italia (bandiera) | D     | Umberto Catello  |
|    | Italia (bandiera) | C     | Livio Zanolli    |
|    | Italia (bandiera) | A     | Arialdo De Biasi |
|    | Italia (bandiera) | D     | Marco Cristofoli |
|    | Italia (bandiera) | ?     | Ravazzolo        |
|    | Italia (bandiera) | ?     | Luciano Piazza   |
|    | Italia (bandiera) | D     | Guido Forcellini |
|    | Italia (bandiera) | C     | Mario Fiabane    |

| N. |                   | Ruolo | Calciatore       |
| -- | ----------------- | ----- | ---------------- |
|    | Italia (bandiera) | C     | Bruno Pampanin   |
|    | Italia (bandiera) | ?     | Angelo Fornasier |
|    | Italia (bandiera) | C     | Giovanni Ghelli  |
|    | Italia (bandiera) | A     | Sergio Norcen    |
|    | Italia (bandiera) | C     | Lelio Pozzan     |
|    | Italia (bandiera) | D     | Angelo Rossa     |
|    | Italia (bandiera) | A     | Corrado Salvador |
|    | Italia (bandiera) | A     | Ugo Turrin       |